# Tetrastichus bicolor
Tetrastichus bicolor är en stekelart som först beskrevs av William Harris Ashmead 1894.  Tetrastichus bicolor ingår i släktet Tetrastichus och familjen finglanssteklar. Inga underarter finns listade i Catalogue of Life.